# 五木村立三浦小学校
五木村立三浦小学校（いつきそんりつ みうらしょうがっこう）は、かつて熊本県球磨郡五木村にあった村立の小学校。
2006年（平成18年）3月末をもって閉校し、「五木村立五木東小学校」に統合された。

## 概要
歴史
1920年（大正9年）4月に私立学校として創立。1924年（大正13年）に公立移管・統合により、頭地尋常高等小学校（五木東小学校の前身）の分教場となる。1948年（昭和23年）に独立。2006年（平成18年）に閉校し、86年の歴史に幕を下ろした。
校章・校歌

## 沿革
三浦小学校
- 1920年（大正9年）4月 - 「三浦私学校」が創立。
- 1924年（大正13年）4月 - 公立移管・統合により「頭地尋常高等小学校 三浦分教場」となる。
- 1937年（昭和12年）4月 -「五木東尋常高等小学校 三浦分教場」と改称。
- 1941年（昭和16年）4月1日 - 国民学校令施行により、「五木村五木東国民学校 三浦分教場」と改称。
- 1947年（昭和22年）4月1日 - 学制改革により、「五木村立五木東小学校 三浦分校」と改称。

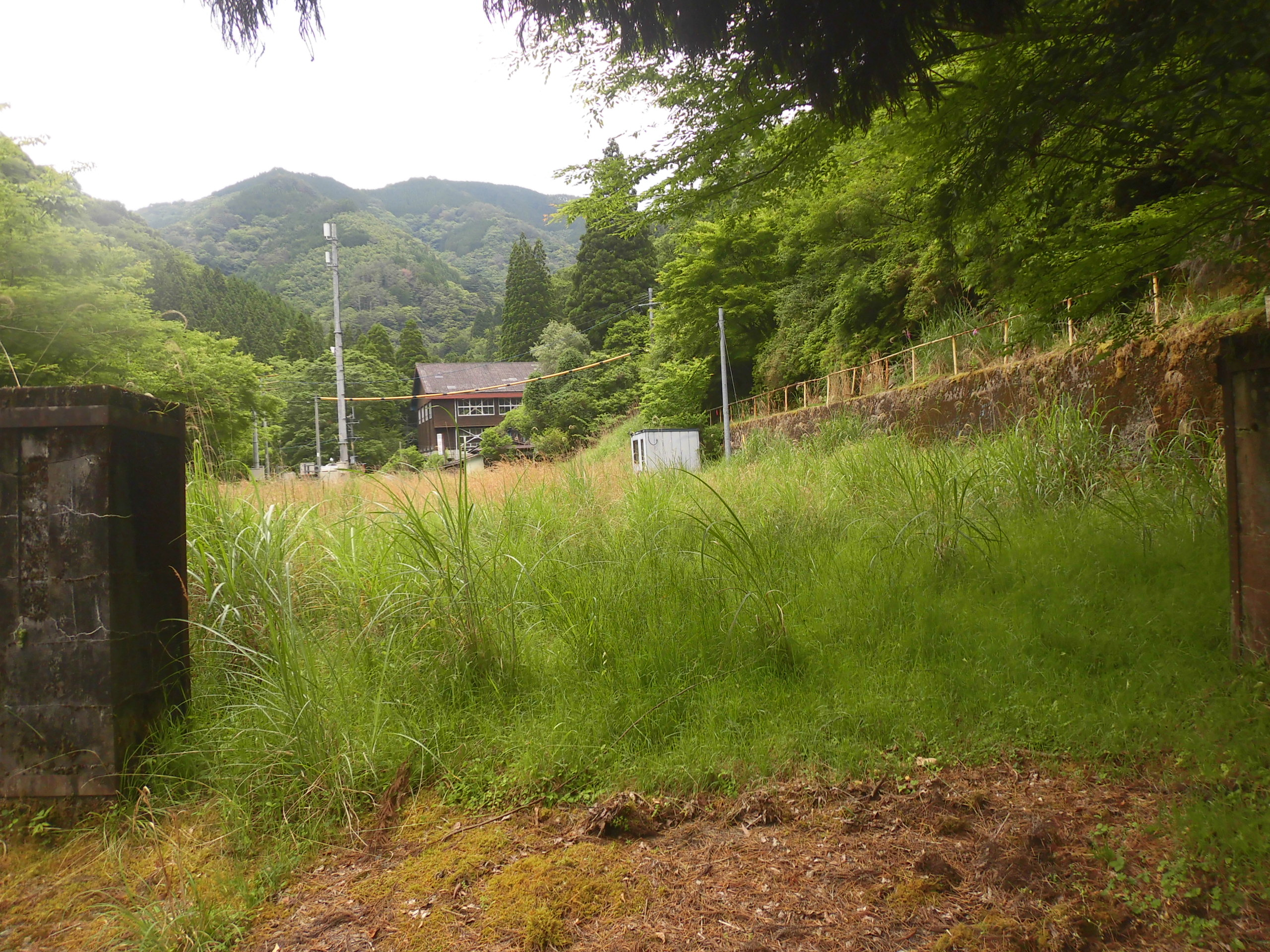
1948年（昭和23年）4月1日 - 五木東小学校から分離の上、「五木村立三浦小学校」（最終名）となる。下梶原分校が移管される。
- 1959年（昭和34年）1月 - 校舎を改築。
- 1973年（昭和48年）11月 - 給食調理室が完成。
- 1982年（昭和57年）3月 - 体育館が完成。
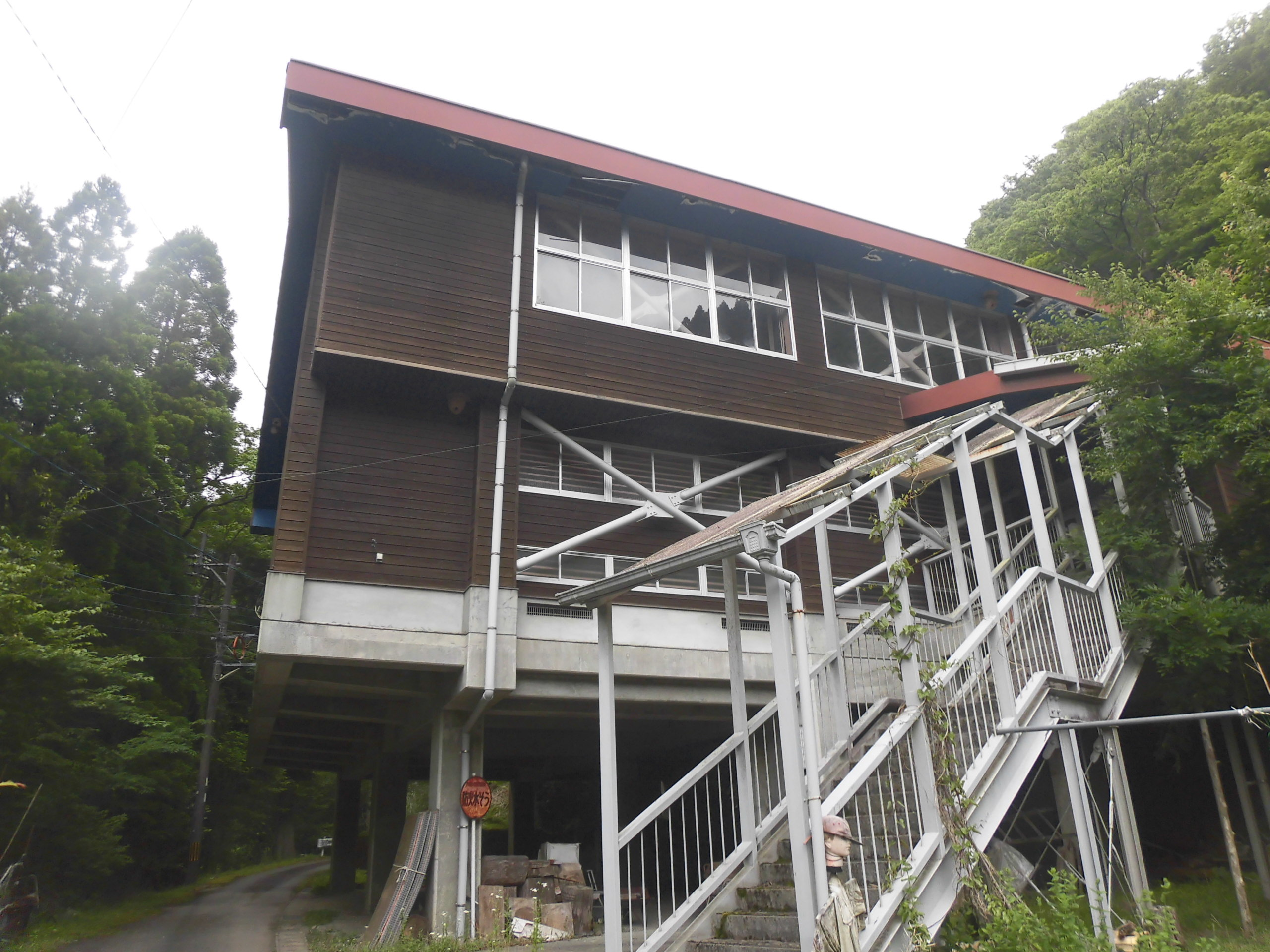
1995年（平成7年）4月1日 - 下梶原分校を休校とする。
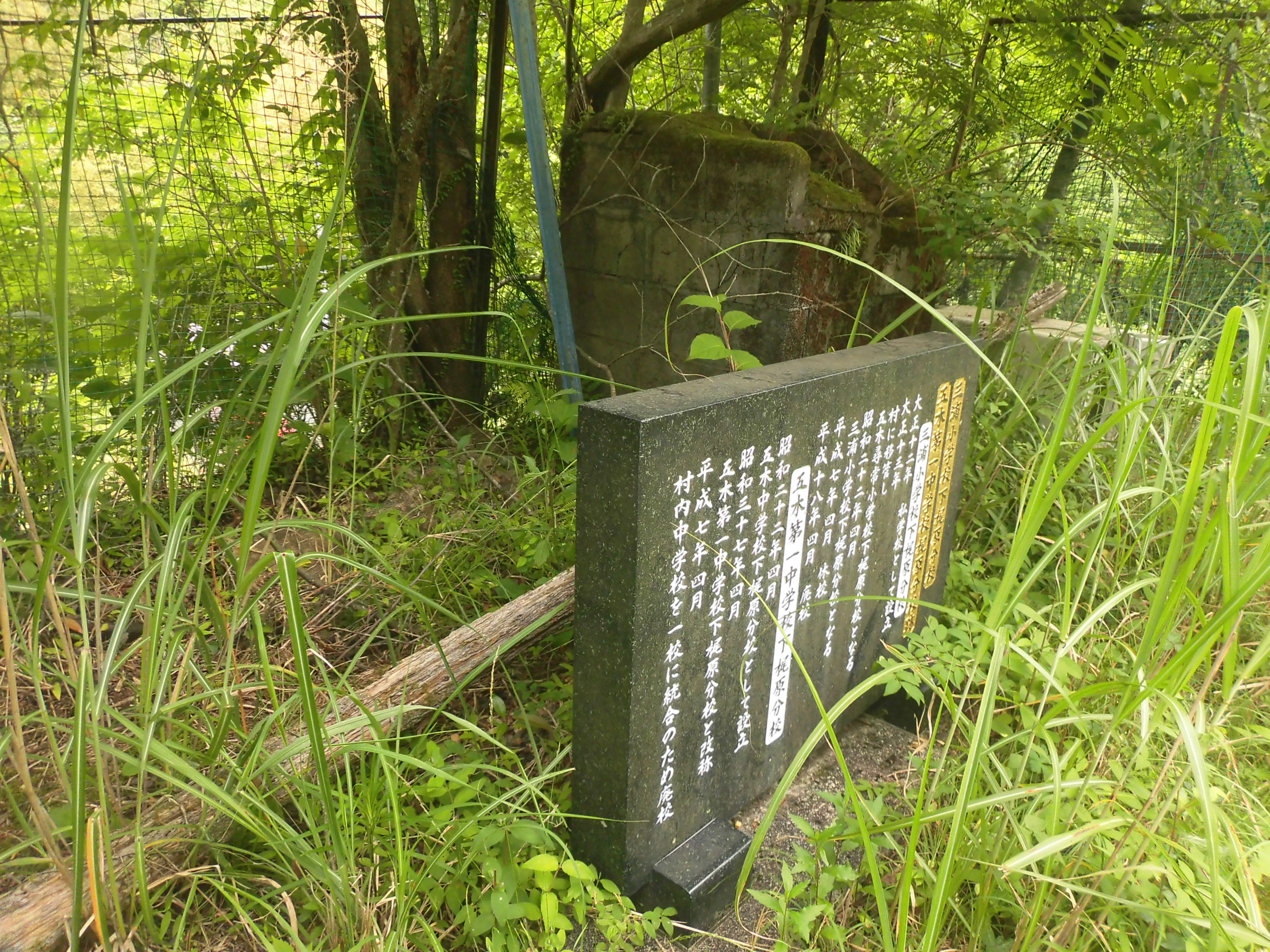
2005年（平成17年）3月31日 - 下梶原分校を閉校。
- 2006年（平成18年）3月31日 - 五木村立五木東小学校への統合により閉校。
  - 最終所在地（三浦小学校）- 熊本県球磨郡五木村甲嶽4797番地3（北緯32度24分48.9秒 東経130度51分42.1秒 / 北緯32.413583度 東経130.861694度）
  - 跡地 - 三浦地区集会室が建てられている。

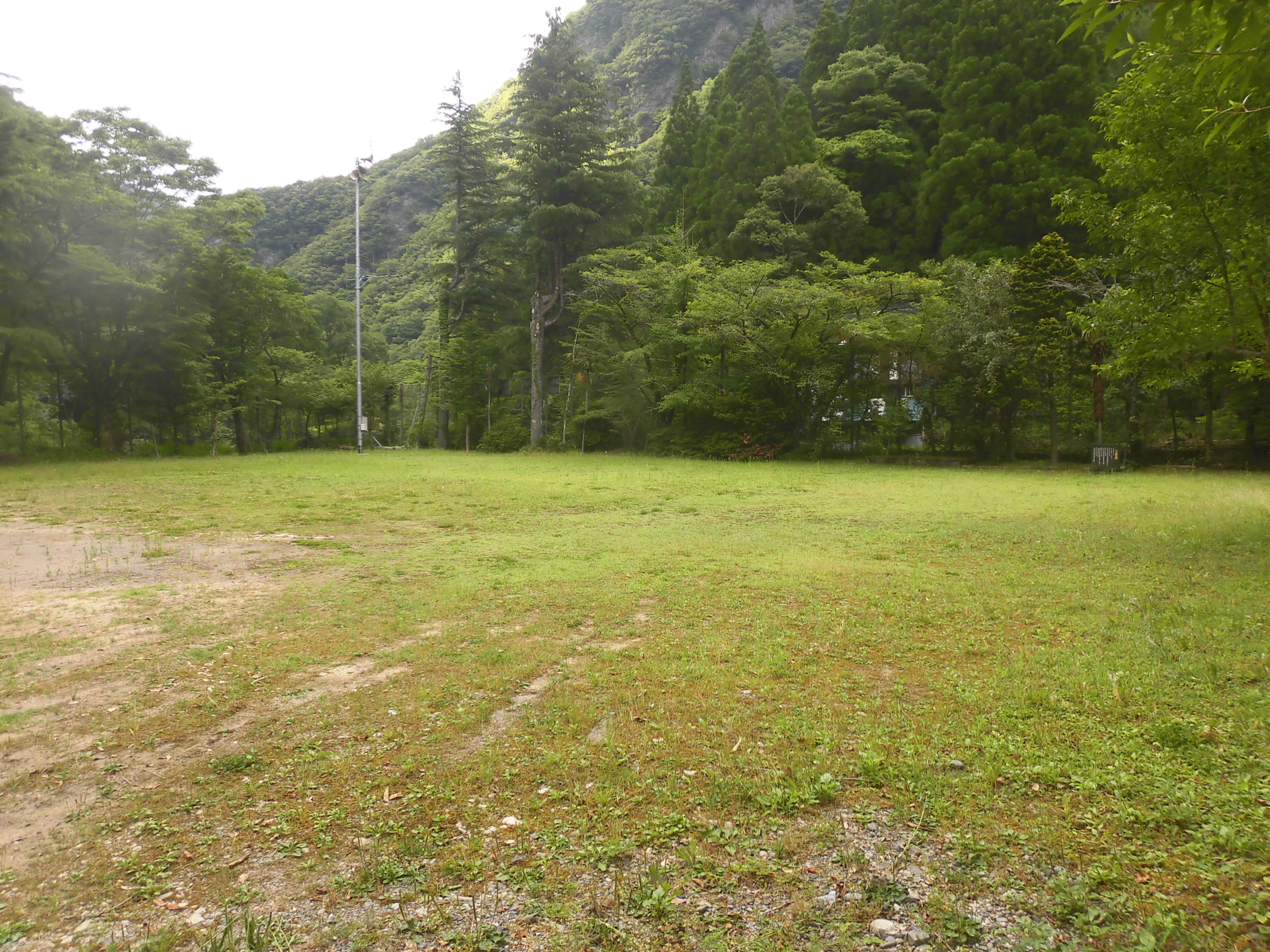
三浦小 運動場
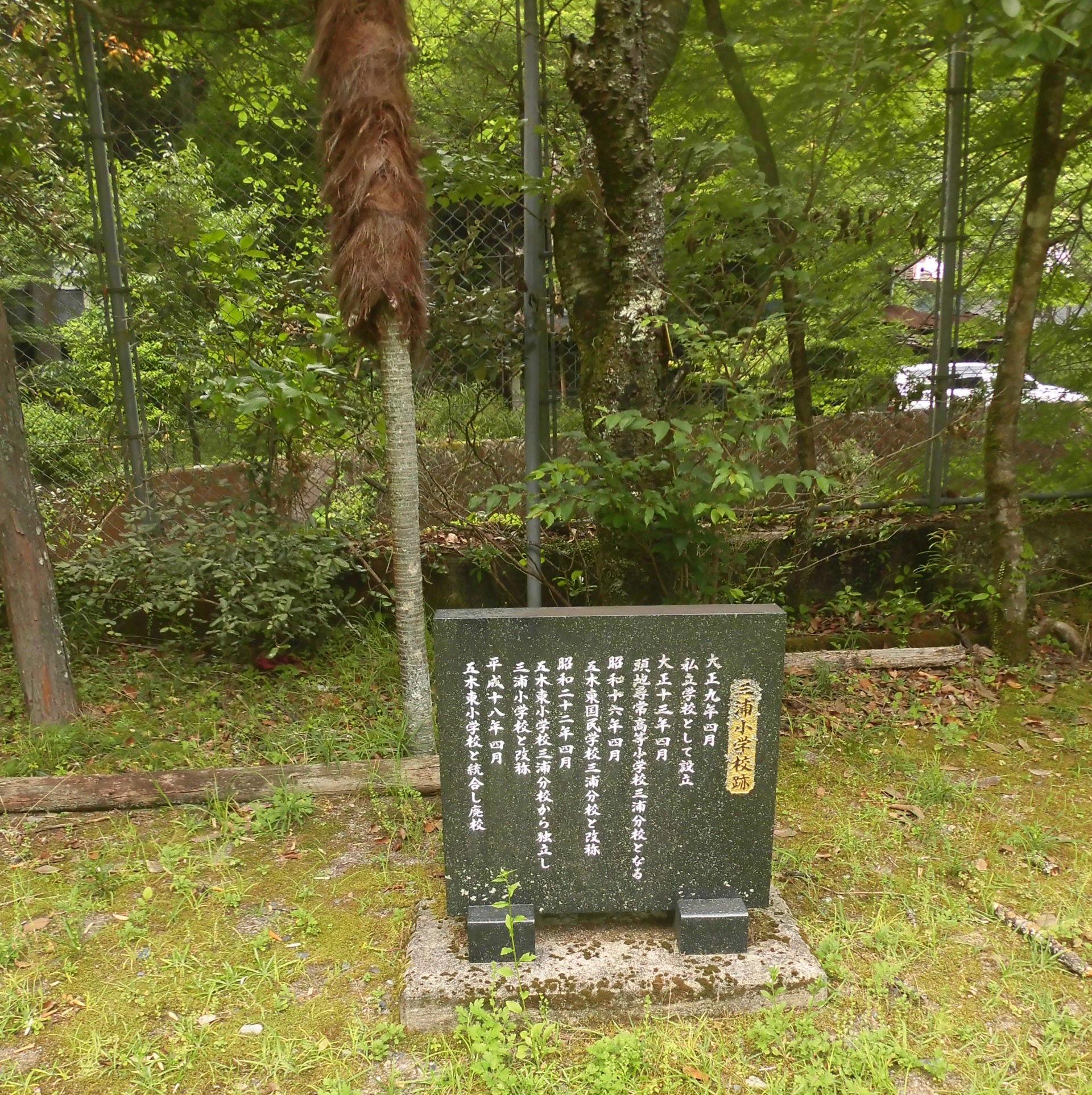
三浦小 閉校記念碑

下梶原分校（しもかじわら）
- 1923年（大正12年）4月 - 「下梶原私学校」が創立。
- 1924年（大正13年）4月 - 公立移管・統合により「頭地尋常高等小学校 下梶原分教場」となる。
- 1937年（昭和12年）4月 -「五木東尋常高等小学校 下梶原分教場」と改称。
- 1941年（昭和16年）4月1日 - 国民学校令施行により、「五木村五木東国民学校 下梶原分教場」と改称。
- 1947年（昭和22年）4月1日 - 学制改革により、「五木村立五木東小学校 下梶原分校」と改称。五木村立五木中学校下梶原分校が併設される。
- 1948年（昭和23年）4月1日 - 移管により「五木村立三浦小学校 下梶原分校」（最終名）となる。
- 1962年（昭和37年）4月 - 中学校下梶原分校が「五木村立五木第一中学校下梶原分校」に改称。
- 1995年（平成7年）4月1日 - 休校となる。五木村立五木中学校への統合のため、五木村立五木第一中学校下梶原分校が閉校。
- 2005年（平成17年）3月31日 - 五木村立三浦小学校本校への統合により閉校。82年の歴史に幕を下ろした。
  - 最終所在地（下梶原分校）- 熊本県球磨郡五木村甲4236番地（北緯32度23分31.5秒 東経130度55分23.7秒 / 北緯32.392083度 東経130.923250度）

- 下梶原分校
正門
- 下梶原分校
校舎
- 下梶原分校
閉校記念碑

## 交通アクセス
最寄りの幹線道路
- 熊本県道161号五木湯前線

## 周辺
- 天狗岩
- 下梶原川